# 竈門龜千代
竈門龜千代（日语：／ Kamado Kamechiyo，1879年5月24日—？）是一名日本醫生，竈門眼科醫院院長。他曾擔任有田郡醫師會評議員及健保審核委員。族籍為和歌山縣平民。

## 生平
竈門出身於和歌山縣，戶籍所在地為湯淺町湯淺。1905年8月，畢業於岡山醫學專門學校（後來的岡山大學醫學部），同年任職於香川縣高松市市立醫院。1906年，轉任於神戶市山本眼科醫院。在此期間，作為船醫赴夏威夷移民局視察沙眼檢查情況，並在當地停留四個月。
1907年，就職於和歌山市木下眼科醫院，同年創立竈門眼科醫院。

## 人物
竈門的興趣包括書畫和釣魚。

## 家族
- 妻子：謙子（1887年10月出生）
  - 和歌山縣士族吉村熊次郎的女兒，也是紀陽倉庫株式會社專務董事吉村孝太郎的妹妹[5]。

- 次女：富士子（1911年8月出生，畢業於縣立湯淺高女）
  - 丈夫木下信雄是和歌山縣醫師木下行道的兒子，同時是木下良順的弟弟。木下良順曾任職於City of Hope醫學研究所所長及大阪市立醫科大學校長[6][7]。